# TUFF SESSION
TUFF SESSION（タフ・セッション）は日本のレゲエグループである。2005年ワーナーミュージック・ジャパンよりメジャーデビュー。

## メンバー
- 内田コーヘイ（ボーカル・バイオリン）
- クリ（ギター・コーラス）
- ファンク（ベース・コーラス）
- ラーツム（キーボード）
- ヨウヘイ（パーカッション・スチールパン・コーラス）
- ヤギー（ドラム・コーラス）

## ディスコグラフィー

### EP
1. Tuff_Session_EP1（2006年9月29日）
  1. 時計の針
  2. Rootsでね
  3. Way back home
  4. 春夏秋冬
  5. 春夏DUB
  6. OASIS DUB（砂漠で見た夢DUB）
2. Tuff_Session_EP2（2006年9月29日）
  1. シュビドゥ
  2. そばにいてよ
  3. そばにいてよ〈version〉
  4. 恋の胸騒ぎ
  5. 恋のDUB
  6. Silent DUB（おやすみなさいDUB）

### ミニアルバム
1. TUFF SESSION（2003年4月5日）フライング・ハイ
  1. ガリヲソング
  2. TIME
  3. 晴れた日
  4. RUSSIA(take five)
  5. 男の詩
2. スマイルアーチ（2005年4月27日）
  1. レゲエボレロ
  2. 恋の胸騒ぎ
  3. 砂漠で見た夢
  4. そう思うよ
  5. 春夏秋冬
  6. リスペクトソング
  7. おやすみなさい
  8. People Get Ready

### アルバム
1. Full Of Roots～フルーツ～（2006年6月28日）
  1. 僕の声
  2. 時計の針
  3. そばにいてよ
  4. ボルナー
  5. カエルの歌
  6. ルードボーイ
  7. rootsでね
  8. シュビドゥ
  9. 水平線浮かぶ海賊船
  10. WAY BACK HOME

### 参加作品
1. UDAGAWA LOVERS ROCK（2005年4月13日）
7.春夏秋冬
2. URBAN REGGAE FILE （2005年7月20日）
6.そう思うよ